# HD 142022 Ab
HD 142022 Ab ist ein Exoplanet, der den Hauptreihenstern HD 142022 A alle 1928 Tage umkreist. Auf Grund seiner hohen Masse wird angenommen, dass es sich um einen Gasplaneten handelt.

## Entdeckung
Der Planet wurde mit Hilfe der Radialgeschwindigkeitsmethode von Anne Eggenberger et al. im Jahr 2005 entdeckt.

## Umlauf und Masse
Der Planet umkreist seinen Stern in einer Entfernung von ca. 2,98 Astronomischen Einheiten und hat eine Masse von ca. 1421 Erdmassen bzw. 4,47 Jupitermassen.